# 道の駅いながわ
道の駅いながわ（みちのえき いながわ）は、兵庫県川辺郡猪名川町にある兵庫県道12号川西篠山線の道の駅である。
2000年（平成12年）8月18日に道の駅として登録された。

## 施設
- 駐車場
  - 普通車：84台
  - 大型車：6台
  - 身障者用：2台
- トイレ（身障者用のみ24時間利用可能）
  - 男：大 2器、小 6器
  - 女：5器
  - 身障者用：2器
- 休憩室
- レストラン「食事処 そばの館」
- 農産物販売センター（10:00 - 18:00）
- 公衆電話

## 休館日
- 毎週水曜日

## アクセス
- 兵庫県道12号川西篠山線 - 登録路線
- 兵庫県道68号川西三田線

県道2路線が交差する交差点の角にあり、その交差点から南側は、この2つの県道の重複区間である。

## 移転拡充計画と中止
兵庫県の阪神間に立地する唯一の道の駅である当駅は2016年（平成28年）度の実績で年間利用者数が約70万人、売上高が約5億円と好成績を上げている。猪名川町では新名神高速道路の開通後にさらなる集客拡大を目指して施設機能の充実を模索していたが、現在地では敷地面積が不十分なことと川西ICや能勢電鉄日生中央駅に近くアクセスが向上することを理由に挙げ、町内の南田原地区へ現行の約5倍となる約3万6000平方メートルの敷地を確保して2023年（令和5年）頃を目処に移転する計画を公表し、2020年にはこの計画が令和元年度重点道の駅候補として選定された。
移転に係る総事業費は約43億円と見込まれたが、町内では多額の支出を問題視して反対運動が起き、2019年（令和元年）9月執行の町議会議員選挙に合わせて住民投票を求める直接請求署名が町に提出された。条例案は6月の定例町議会で審議されたが、賛成少数により否決された。
町では2021年（令和3年）に移転候補地の用地取得を完了しているが、同年7月18日投開票の町長選挙では移転計画の凍結を訴える岡本信司が町長に当選した。その直前には移転後の運営事業者として町の入札に応じていた企業1社が辞退を申し出、他に応募者がないため移転計画は事実上頓挫した状態となった。
岡本町長のもとで移転拡充計画は中止となり、2021年10月に弁護士3人からなる検証委員会が設置され計画の経緯が調査された。2022年5月、検証委員会が報告書を公表し、用地の取得時期について「不合理ではない」としながらも「町の説明が丁寧ではなかった」とした。また取得価格についても「不当に高いとは言えない」としつつ、取得価格を決める経緯を明確にするべきだったなどと指摘した。